# بایاندی تانگوین

بایاندی تانگوین شهری در شهرستان رامونگو در استان بولکیمده در بورکینافاسوی غربی مرکزی است جمعیت آن ۱۴۵۳ نفر است.